# Museo d'arte moderna Astrup Fearnley
Il museo d'arte moderna Astrup Fearnley è un museo d'arte moderna e contemporanea privato situato a Oslo, in Norvegia. Il museo è ospitato in un edificio realizzato da Renzo Piano.

## Descrizione

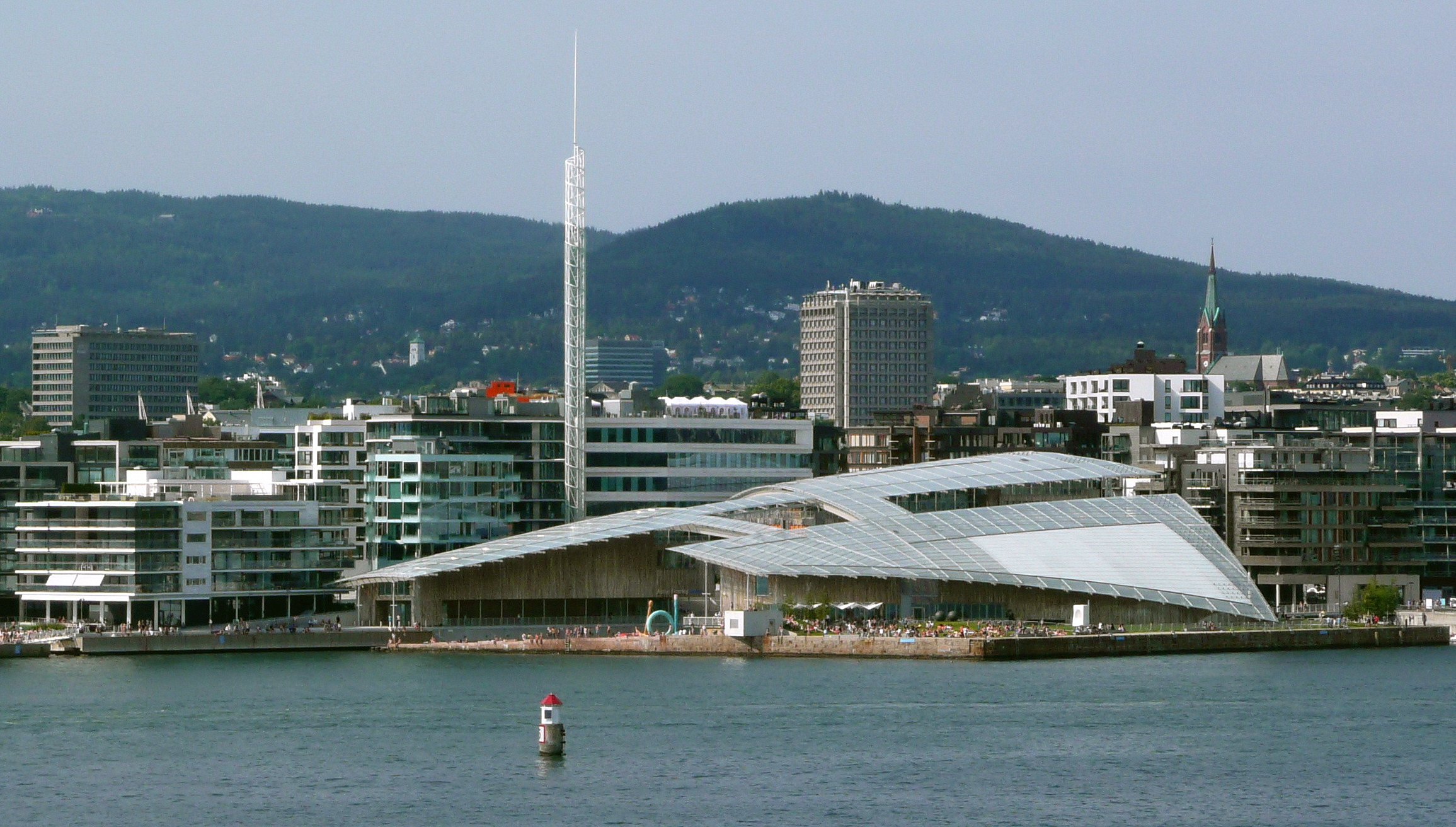
Vista panoramica del museo

Fu fondato e aperto al pubblico nel 1993. Il punto centrale della collezione ospitata sono gli artisti americani degli anni '80, ma attualmente si sta sviluppando verso la scena internazionale dell'arte contemporanea, con artisti come Jeff Koons, Richard Prince, Cindy Sherman, Matthew Barney, Tom Sachs, Doug Aitken, Olafur Eliasson e Cai Guo-Qiang. Il museo offre 6-7 mostre temporanee ogni anno. Il museo di arte moderna Astrup Fearnley collabora con istituzioni internazionali e produce mostre itineranti in tutto il mondo. Nel 2012 il museo si è trasferito in due nuovi edifici progettati da Renzo Piano a Tjuvholmen.